# 正野勝也
正野 勝也（しょうの かつや、1928年1月2日 - 2024年12月2日）は、日本の経営者。雪印乳業社長を務めた。北海道小樽市出身。

## 経歴
1949年に北海道大学農学部を卒業し、同年に北海道酪農協同(のちの雪印乳業)に入社。1981年に取締役に就任し、1985年6月に常務、1987年6月に専務を経て、1988年1月に社長に就任。1993年6月に会長に就任。社長在任時には、自社グループの結束と強化、海外進出による国際化の進展、チーズの日の創設による普及活動への貢献などを行った。
1996年4月に勲二等瑞宝章を受章。
2024年12月2日に死去。98歳没。